# Герб Білопільського району
Герб Білопільського району — офіційний символ Білопільського району, затверджений 11 лютого 2004 р. рішенням сесії районної ради.

## Опис
Щит перетятий. У першій лазуровий частині на срібному пагорбі срібна кам'яна вежа, над нею золотий шолом зі срібними деталями, з обох боків по золотому колоску в стовп. У другій золотій частині три червоні водяні млини, два і один.